# 明治川緑道

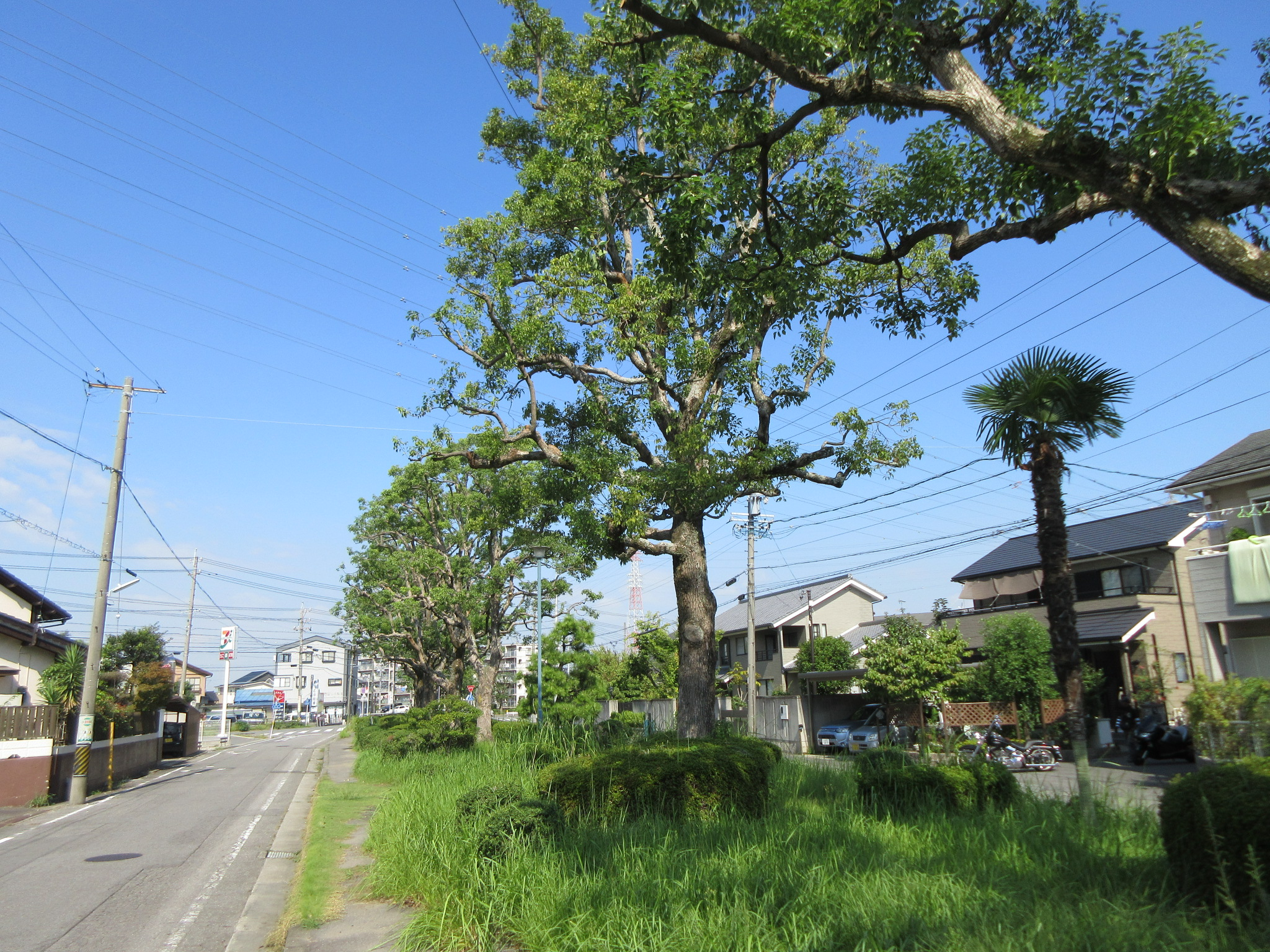
明治川緑道（岡崎市）

明治川緑道（めいじがわりょくどう）とは、愛知県岡崎市日名本町から同市日名南町を通る緑道の愛称である。その名称はかつてこの地にあった明治川に由来する。

## 概要
岡崎市の上記地域周辺の公共施設の整備改良と宅地の適正化及び利用増進を目的として、都市計画土地区画整理事業が1965年（昭和40年）から1975年（昭和50年）にかけて実施される。明治川緑道は1974年（昭和49年）4月19日に完工した。
事業以前の風景は明治川周辺に水田が拡っていた。そこに生活環境の改善、土地の有効利用のため、下水道管を埋設した。その土地の上にクスノキなどの緑を植え、これを幅約10メートルの中央分離帯上の緑地として整備した。
明治側緑道の西端には地蔵菩薩と馬頭観音が一つのお堂に併置して祀られている。お堂の中を窺い見ると、地蔵菩薩･馬頭観音の解説のほかに、以前の明治川周辺の様子や下水道管に関する案内書きがある。
明治川緑道は都市計画道路である岡崎環状線（市道）によって分断されているが、歩行者等は道路の下を潜って通ることができる。標石は日名本町側にある。明治川緑道の東側には、早川上の散策コース（「下水道散策路はやかわ」）がある。
愛護会として日名南町クリーン会がある。

## 接続する路線
- 都市計画道路岡崎環状線（市道）